# Хмельники (Архангельская область)
Хмельники — станция в Коношском районе Архангельской области. Входит в состав Тавреньгского сельского поселения.

## География
Станция находится в юго-западной части Архангельской области, у железнодорожной линии южного хода Коноша — Котлас, на расстоянии приблизительно 46 км (по прямой) к северо-востоку от посёлка городского типа Коноша, административного центра района.

### Часовой пояс
Станция Хмельники, как и вся Архангельская область, находится в часовой зоне МСК (московское время). Смещение применяемого времени относительно UTC составляет +3:00.

## История
Железная дорога была пущена в эксплуатацию в 1943 году.

## Население
| 2002 | 2010 | 2012 |
| ---- | ---- | ---- |
| 0    | ↗1   | →1   |

### Национальный состав
Согласно результатам переписи 2010 года, в населённом пункте проживал один русской национальности.